# Дзонгкхул-Гомпа
Дзонгкхул-Гомпа (англ. Dzongkhul Gompa) — малый монастырь в Занскаре в Ладакхе в северной Индии. Как и Сени-Гомпа, принадлежит школе тибетского буддизма Друкпа Кагью. Монастырь традиционно считался домом выдающихся йогинов. Он расположен у подножья горы, рядом дорога к перевалу Умаси-Ла, которая соединяет Занскар и Киштвар.

## История
Основание связано с Наропой (956—1041 н. э.) знаменитым индийским йогом мистиком и монахом из известного Университет Викрамшила в Бихаре. Говорят, он медитировал у одной из двух пещер вокруг которой потом построили Гомпу. Рядом с входом в нижнюю пещеру на камне отпечатались его следы. В гомпе хранятся тханки с изображениями знаменитых друкпинских лам. Жадпа Дордже, известный художник и учёный создал фрески в пещере около 300 лет назад.
Впечатляющий тантрический кинжал и посох Наропы, как говорят, навсегда остались в скале, к которой приходят многие паломники. В 1960-х здесь было 20 монахов, но сейчас меньше.
В монастыре содержится коллекция древних артефактов, изображение Самвара из слоновой кости, кристаллические ступы, собрание духовных песен и биографий.
Дзонгкхул стал процветающим центром медитации Кагью при помощи великого занскарского йогина Нгаванга Церинга (1717—1794).

## Описание
Расположен на юго-западной стороне реки Бардур. Гомпа с одной стороны пристроена к скале с пещерами. Перед ним стоит 10 каменных домов, между которыми лежат валуны. В 10 минутах ходьбы находится площадка с видом на долину, как в Химис-Гомпе.

## Праздники
Дзонгкхул Хучот 16-17 день четвёртого месяца тибетского календаря. Но танцы в масках больше не устраивают.